# Barron (condado de Barron, Wisconsin)
Barron es un pueblo ubicado en el condado de Barron en el estado estadounidense de Wisconsin. En el Censo de 2010 tenía una población de 873 habitantes y una densidad poblacional de 10,24 personas por km².

## Geografía
Barron se encuentra ubicado en las coordenadas 45°26′14″N 91°51′10″O / 45.43722, -91.85278. Según la Oficina del Censo de los Estados Unidos, Barron tiene una superficie total de 85.26 km², de la cual 85.09 km² corresponden a tierra firme y (0.2%) 0.17 km² es agua.

## Demografía
Según el censo de 2010, había 873 personas residiendo en Barron. La densidad de población era de 10,24 hab./km². De los 873 habitantes, Barron estaba compuesto por el 96.68% blancos, el 0.46% eran afroamericanos, el 0.11% eran amerindios, el 0.34% eran asiáticos, el 0% eran isleños del Pacífico, el 1.49% eran de otras razas y el 0.92% pertenecían a dos o más razas. Del total de la población el 4.24% eran hispanos o latinos de cualquier raza.